# Octobre 1897

## Événements
- Rhodésie : fin de la Seconde Guerre ndébélé. Les forces armées britanniques battent les Machona, qui rejoignent dans des réserves les combattants Matabélé, qui avaient pris les armes en 1895 pour s’opposer sans succès à la pénétration britannique dans la région. Les prêtres shonas encouragent la révolte dans la vallée du Zambèze (1897-1904).
- Rappel du général Valeriano Weyler, artisan de la politique de « reconcentration » à Cuba (premiers camps de concentration de l'Histoire).
  - La presse américaine pousse à l’intervention à Cuba. En rapportant la répression espagnole à Cuba (politique de « reconcentration » de la population), les journaux américains appuient la cause des révolutionnaires. Afin de désarmer cette campagne de sympathie à l’égard des rebelles, Madrid rappelle son gouverneur Weyler.

- 1er octobre : Louis Lépine est nommé gouverneur général de l’Algérie (fin en 1898).

- 12 octobre[1] : le roi de Corée Kojong, rétablit sur son trône avec l’appui de l’ambassade russe, proclame le Grand Empire de Corée (Daehan Jeguk). C’est la Russie qui devient la puissance tutélaire de la monarchie coréenne (fin en 1905).

- 27 octobre, Canada : Alexander Bannerman Warburton devient premier ministre de l'Île-du-Prince-Édouard.

- 29 octobre, Canada : Henry Emmerson devient premier ministre du Nouveau-Brunswick.

- 30 octobre, Affaire Dreyfus : le vice-président du Sénat, Scheurer-Kestner révèle au ministre de la Guerre ses convictions sur l'innocence de Dreyfus.

## Naissances
- 3 octobre : Louis Aragon, écrivain et poète français.
- 10 octobre : Jules Matton, coureur cycliste belge († 21 octobre 1973).
- 16 octobre : Louis de Cazenave, avant-dernier poilu français survivant († 20 janvier 2008).
- 19 octobre :
  - Ivan Sousloparov (mort le 16 décembre 1974), général soviétique
  - Vlado Tchernozemski (mort le 9 octobre 1934), révolutionnaire et terroriste bulgare
- 29 octobre :
  - Joseph Goebbels, homme politique nazi († 1er mai 1945).
  - Hope Emerson, actrice américaine († 25 avril 1960).

## Décès
- 17 octobre : Christen Pedersen Aaberg, agriculteur et homme politique danois (° 15 septembre 1819).
- 19 octobre :
  - Alberto Cavalletto (né le 28 novembre 1813), politicien italien
  - Berthold Englisch (né le 9 juillet 1851), maître d'échecs autrichien
  - George Pullman (né le 3 mars 1831), inventeur et industriel américain